# Fête champêtre

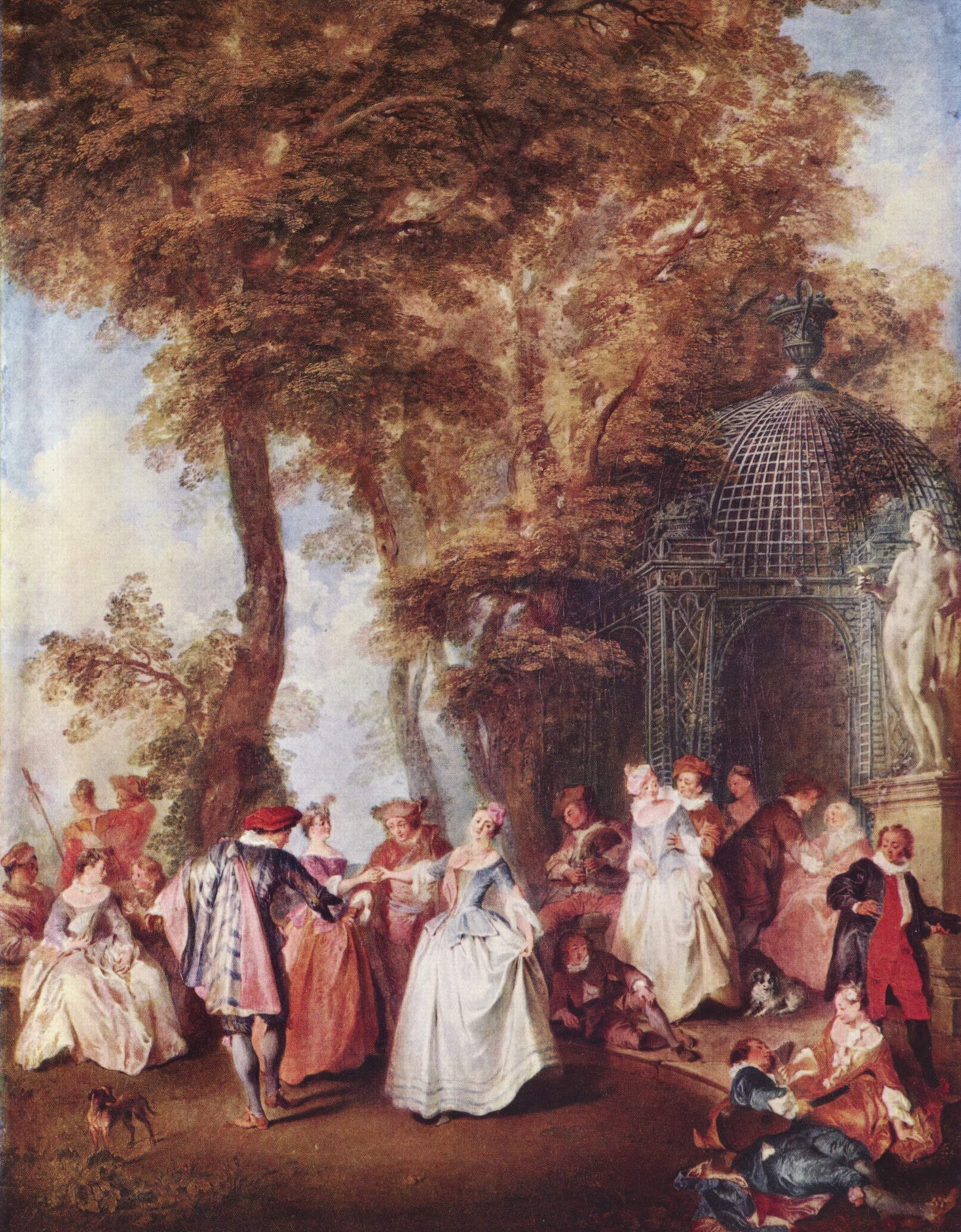
Przykład fête champêtre – Nicolas Lancret Le moulinet

Fête champêtre (z fr. „święto wiejskie”) – rodzaj dzieł w malarstwie przedstawiających sceny pasterskie, który był popularny w XVIII wieku.
Ten rodzaj obrazów został zainspirowany przyjęciami organizowanym przez dwór francuski w scenerii Wersalu.
Zapoczątkowany już w renesansie przez Giorgione'a obrazem Koncert wiejski, który bywa też określany tą nazwą.